# De Grote Sinterklaasfilm: Trammelant in Spanje
De Grote Sinterklaasfilm: Trammelant in Spanje is een Nederlandse kinderfilm uit 2021 met Sinterklaas in de hoofdrol. De film werd geregisseerd door Lucio Messercola. De première was op 6 oktober 2021 met in de hoofdrollen Robert ten Brink, Martien Meiland, Pamela Teves en Filip Bolluyt.

## Verhaal
Wanneer de boeven Stan en Mammie uit de gevangenis weten te komen, besluiten ze een plan te bedenken om wraak te nemen op Sinterklaas. Hij heeft er tevens voor gezorgd dat ze opgesloten werden in de gevangenis (einde van de vorige film). De twee reizen af naar Spanje om ervoor te zorgen dat Sinterklaas dit jaar niet naar Nederland toe kan komen.
Hun plan is om Sinterklaas en de Pieten op te sluiten in hun eigen kasteel, ze zorgen dat alle deuren op slot zitten en snijden de telefoonlijnen door. Als de Pieten hierachter komen ontstaat er groot paniek in het kasteel. De Pieten en ander personeel zoals kasteelheer Jean Claude proberen hun eigen plannen te bedenken om het Sinterklaasfeest te redden.

## Rolverdeling
| acteur            | personage         |
| ----------------- | ----------------- |
| Robert ten Brink  | Sinterklaas       |
| Martien Meiland   | Jean Claude       |
| Pamela Teves      | Mammie            |
| Filip Bolluyt     | Stan              |
| Chris Tates       | Hugo Hogepief     |
| Giovanni Caminita | Marco Marsepein   |
| Joshua Albano     | Bennie Taaitaai   |
| Wes Mutsaars      | Paco Post         |
| Stef de Reuver    | Willem Wortel     |
| Okke Verberk      | Party Piet Pablo  |
| Sara Robben       | Kim Kado          |
| Peter R. de Vries | Rechercheur       |
| Royce de Vries    | Rechercheur       |
| Henny Huisman     | Nieuwslezer       |
| Lennart Driesen   | Van Vleuten       |
| Stef Poelmans     | Gevangenisbewaker |

## Achtergrond
De film werd geregisseerd door Lucio Messercola en geproduceerd door Mark van Roon. De opnames van de film gingen in het voorjaar van 2021 van start. De film dient als vervolg op de films De brief voor Sinterklaas en De Grote Sinterklaasfilm. Nadat acteur Bram van der Vlugt dat jaar ervoor overleed nam Robert ten Brink de rol van Sinterklaas van hem over. Meerdere acteurs waaronder Chris Tates, Joshua Albano, Wes Mutsaars en Filip Bolluyt uit de vorige film keerde terug. Pamela Teves keerde na een jaar afwezigheid ook terug.
Peter R. de Vries keerde voor deze film terug in de rol als rechercheur, ditmaal samen met zijn zoon Royce de Vries. Dit was de laatste filmrol voor Peter R. de Vries die drie maanden voor de première overleed nadat een aanslag op hem werd gepleegd.

## Release
De Grote Sinterklaasfilm: Trammelant in Spanje ging op 6 oktober 2021 in première. Een maand later, op 9 november 2021, werd de film bekroond met een Gouden Film voor het behalen van 100.000 bezoekers.